# 마장도서관
마장도서관은 경기도 이천시의 도서관이다.

## 연혁
- 2018년 5월 30일 개관.